# Noord-Tsouïsche talen
De Noord-Tsouïsche taalfamilie is een onderdeel van de Tsouïsche talen die wordt gevormd door maar één taal, het Tsou. Het is de kleinste van de twee taalfamilies binnen de Tsouïsche talen in aantal talen, maar de grootste in aantal sprekers.

## Classificatie
- Austronesische talen
  - Formosaanse talen
    - Tsouïsche talen
      - Noord-Tsouïsche talen

## Talen
De familie bevat uitsluitend onderstaande taal, die zijn naam ontleende aan de Tsouïsche talen:
- Tsou

Rukai

Noord-Tsouïsche talen: Tsou

Zuid-Tsouïsche talen: Kanakanabu · Saaroa